# بازی‌های پان امریکن ۱۹۹۹
بازی‌های پان امریکن ۱۹۹۹ (انگلیسی: 1999 Pan American Games) سیزدهمین دوره بازی‌های پان امریکن است که از ۲۳ ژوئیه تا ۸ اوت ۱۹۹۹ در وینیپگ، کانادا با حضور ۵٬۰۸۳ ورزشکار برگزار شده‌است.

## جدول مدال‌ها
| رتبه    | کشور                | طلا     | نقره    | برنز    | مجموع       |
| ------- | ------------------- | ------- | ------- | ------- | ----------- |
| 1       | ایالات متحده آمریکا | ۱۰۶     | ۱۰۹     | ۸۰      | ۲۹۵         |
| 2       | کوبا b              | ۷۰      | ۴۰      | ۴۷      | ۱۵۷         |
| 3       | کانادا 1            | ۶۴      | ۵۲      | ۸۰      | ۱۹۶         |
| 4       | برزیل               | ۲۵      | ۳۲      | ۴۴      | ۱۰۱         |
| 5       | آرژانتین            | ۲۵      | ۱۹      | ۲۸      | ۷۲          |
| 6       | مکزیک               | ۱۱      | ۱۶      | ۳۰      | ۵۷          |
| 7       | کلمبیا              | ۷       | ۱۷      | ۱۸      | ۴۲          |
| 8       | ونزوئلا             | ۷       | ۱۶      | ۱۷      | ۴۰          |
| 9       | جامائیکا            | ۳       | ۴       | ۶       | ۱۳          |
| 10      | گواتمالا            | ۲       | ۱       | ۱       | ۴           |
| 11      | باهاما              | ۲       | ۰       | ۱       | ۳           |
| 12      | شیلی                | ۱       | ۴       | ۷       | ۱۲          |
| 13      | پورتوریکو           | ۱       | ۳       | ۸       | ۱۲          |
| 14      | جمهوری دومینیکن     | ۱       | ۳       | ۶       | ۱۰          |
| 15      | اکوادور             | ۱       | ۲       | ۵       | ۸           |
| 16      | برمودا              | ۱       | ۲       | ۰       | ۳           |
| 17      | سورینام             | ۱       | ۰       | ۱       | ۲           |
| 18      | آنتیل هلند          | ۱       | ۰       | ۰       | ۱           |
| 19      | پرو                 | ۰       | ۲       | ۶       | ۸           |
| 20      | اروگوئه             | ۰       | ۱       | ۳       | ۴           |
| 21      | باربادوس            | ۰       | ۱       | ۱       | ۲           |
| 21      | پاناما              | ۰       | ۱       | ۱       | ۲           |
| 23      | هنگ کنگ             | ۰       | ۱       | ۰       | ۱           |
| 23      | جزایر کیمن          | ۰       | ۱       | ۰       | ۱           |
| 25      | کاستاریکا           | ۰       | ۰       | ۱       | ۱           |
| 25      | السالوادور          | ۰       | ۰       | ۱       | ۱           |
| 25      | ترینیداد و توباگو   | ۰       | ۰       | ۱       | ۱           |
| Total c | Total c             | ۳۲۹/۳۲۸ | ۳۳۷/۳۲۷ | ۳۹۲/۳۹۳ | ۱٬۰۵۸/۱٬۰۴۸ |

## ورزش‌ها
- ورزش‌های آبی
  -  شیرجه (4) (جزئیات)
  -  شنا (32) (جزئیات)
  -  شنای موزون (2) (جزئیات)
  -  واترپلو (2) (جزئیات)
- تیراندازی با کمان (4) (جزئیات)
- دو و میدانی (47) (جزئیات)
- بدمینتون (5) (جزئیات)
- بیسبال (1) (جزئیات)
- بسکتبال (2) (جزئیات)
- بولینگ (4) (جزئیات)
- بوکس (12) (جزئیات)
- قایق‌رانی (12) (جزئیات)
- دوچرخه‌سواری (جزئیات)
  -  دوچرخه‌سواری کوهستان (2)
  -  دوچرخه‌سواری جاده (4)
  -  دوچرخه‌سواری پیست (12)
- سوارکاری (6) (جزئیات)
- شمشیربازی (10) (جزئیات)
- هاکی روی چمن (2) (جزئیات)
- فوتبال (2) (جزئیات)
- ژیمناستیک (جزئیات)
  -  ژیمناستیک هنری (14)
  -  ژیمناستیک ریتمیک (2)
- هندبال (2) (جزئیات)
- جودو (14) (جزئیات)
- کاراته (11) (جزئیات)
- پنج‌گانه مدرن (2) (جزئیات)
- راکت‌بال (4) (جزئیات)
- Roller sports  (جزئیات) 
  -  رول‌اسکیت هنری (4)
  -  اسکیت سرعت این‌لاین (9)
  -  اینلاین هاکی (1)
- روئینگ (13) (جزئیات)
- قایقرانی بادبانی (10) (جزئیات)
- تیراندازی (16) (جزئیات)
- سافت‌بال (2) (جزئیات)
- اسکواش (4) (جزئیات)
- تنیس روی میز (4) (جزئیات)
- تکواندو (8) (جزئیات)
- تنیس (4) (جزئیات)
- ورزش سه‌گانه (2) (جزئیات)
- والیبال
  -  والیبال (2) (جزئیات)
  -  والیبال ساحلی (2) (جزئیات)
- اسکی روی آب (6) (جزئیات)
- وزنه‌برداری (15) (جزئیات)
- کشتی (16) (جزئیات)

## کشورهای شرکت‌کننده

A map of all 42 participating nations

- آنتیگوا و باربودا
- آرژانتین
- آروبا
- باهاما
- باربادوس
- بلیز
- برمودا
- بولیوی
- برزیل
- جزایر ویرجین بریتانیا
- کانادا (618)[۱]
- جزایر کیمن
- شیلی
- کلمبیا
- کاستاریکا
- کوبا
- دومینیکا
- جمهوری دومینیکن
- اکوادور
- السالوادور
- گرنادا
- گواتمالا
- گویان
- هائیتی
- هنگ کنگ
- جامائیکا
- مکزیک
- آنتیل هلند
- نیکاراگوئه
- پاناما
- پاراگوئه
- پرو
- پورتوریکو
- سنت لوسیا
- سنت کیتس و نویس (1)[۱]
- سنت وینسنت و گرنادین‌ها
- سورینام
- ترینیداد و توباگو
- ایالات متحده آمریکا (704)[۲]
- اروگوئه
- ونزوئلا
- جزایر ویرجین